# جان بيار مارتينز
جان بيار مارتينز (بالفرنسية: Jean-Pierre Martins)‏ (و. 1971 – م) هو ممثل، وموسيقي، ومغني، من فرنسا.

## وصلات خارجية
- جان بيار مارتينز على موقع IMDb (الإنجليزية)
- جان بيار مارتينز على موقع ألو سيني (الفرنسية)
- جان بيار مارتينز على موقع ميوزك برينز (الإنجليزية)
- جان بيار مارتينز على موقع أول موفي (الإنجليزية)
- جان بيار مارتينز على موقع قاعدة بيانات الأفلام السويدية (السويدية)
- جان بيار مارتينز على موقع ديسكوغز (الإنجليزية)
- جان بيار مارتينز على موقع قاعدة بيانات الفيلم (الإنجليزية)
- جان بيار مارتينز على موقع كينوبويسك (الروسية)